# Elezioni comunali in Basilicata del 1996
Le elezioni comunali in Basilicata del 1996 si tennero il 9 giugno e il 17 novembre.

## Matera

### Pisticci
|                                      | Vittorio Vitelli ✔️ Sindaco | 5 293                | 50,57 | Rinnovamento Italiano       | 2 274 | 23,09 | 6  |  |  |
| Partito Democratico della Sinistra   | Vittorio Vitelli ✔️ Sindaco | 5 293                | 50,57 | 1 873                       | 19,02 | 4     |    |  |  |
| Partito della Rifondazione Comunista | Vittorio Vitelli ✔️ Sindaco | 5 293                | 50,57 | 942                         | 9,57  | 2     |    |  |  |
|                                      | Maristella d'Alessandro     | 4 890                | 46,72 | Cristiani Democratici Uniti | 2 177 | 22,11 | 3  |  |  |
| Forza Italia                         | Maristella d'Alessandro     | 4 890                | 46,72 | 1 674                       | 17,00 | 3     |    |  |  |
| Alleanza Nazionale                   | Maristella d'Alessandro     | 4 890                | 46,72 | 711                         | 7,22  | 1     |    |  |  |
| Seggio di coalizione                 | Seggio di coalizione        | Seggio di coalizione | 46,72 | 1                           |       |       |    |  |  |
|                                      | Giuseppe Vena               | 283                  | 2,70  | Mani Pulite                 | 197   | 2,00  | –  |  |  |
| Totale                               | Totale                      | 10 466               | 100   |                             | 9 848 | 100   | 20 |  |  |
|                                      |                             |                      |       |                             |       |       |    |  |  |
| Fonte: Ministero dell'interno        |                             |                      |       |                             |       |       |    |  |  |